# Фатбой Слим
Фатбой Слим (Fatboy Slim), с истинско име Куентин Норман Кук (Norman Cook), е английски музикант и диджей. Използва различни инструменти, и работи и като звукозаписен продуцент, и като миксър. Музикалният стил, в който твори, е известен като биг бийт – комбинация от хип-хоп, техно, рок и ритъм енд блус. Този стил получава масова популярност през 90-те години, за което Кук под името Фатбой Слим съдейства.
Като самостоятелен музикален творец в електронната музика, той има десет Награди за музикален клип на Ем Ти Ви, както и две награди Брит.
Кук за първи път получава известност през 80-те, когато е бас-китарист на инди рок групата Хаусмартинс. С нея има сингъл, достигнал първа позиция сред синглите в Обединеното кралство, в който е представена акапелна кавър версия на Caravan of Love (Айли-Джаспър-Айли). В един момент групата се разпада и Кук създава Бийтс Интернешънъл. Дебютният му албум изстрелва касовия хит Dub Be Good to Me, превърнал се в номер едно хит в ОК, както и в седмия най-продаван сингъл за 1990 г. в държавата. Кук се присъединява към няколко музикални дейци, включително Фрийк Пауър, Пицамен, и Майти Дъб Кетс, с които има умерен успех. Кук възприема прякора Фатбой Слим през 1996 г. Неговият Better Living Through Chemistry е приветстван от музикалните критици. Следват You've Come a Long Way, Baby, Halfway Between The Gutter And The Stars, както и Palookaville, както и други сингли като The Rockafeller Skank; Praise You; Right Here, Right Now; Weapon of Choice; и Wonderful Night, които са посрещнати позитивно в ревютата и жънат търговски успех.
През 2008 г. Кук основава проекта The Brighton Port Authority. Кук носи отговорността за успешни ремиксове на Cornershop, Бийсти Бойс, Ъ Трайб Колд Куест, Груув Армада и Wildchild.
През 2010 г., в партньорство с Дейвид Бърн, издава концептуалния албум Here Lies Love. Албумът е поставен като мюзикъл и получава премиера на Оф-Бродуей през 2013 г., както и в ОК в Роял Нешънъл Тийтър (Кралския национален театър) през 2014 г. През 2017 г. мюзикълът върви в САЩ чрез Сиатъл Репертори Тиътър. Мюзикълът получава множество награди и номинации.

## Дискография

### Албуми
- Better Living Through Chemistry (1996)
- On the Floor at the Boutique (на живо) (1998)
- You've Come a Long Way, Baby (1998)
- Halfway Between the Gutter and the Stars (2000)
- Live on Brighton Beach (на живо) (2002)
- Big Beach Boutique II (на живо) (2002)
- My Game (на живо) (2002)
- Palookaville (2004)

### Сингли
- 1997 „Everybody Needs a 303“
- 1998 „The Rockafeller Skank“
- 1998 „Gangster Trippin'“
- 1999 „Praise You“
- 1999 „Right Here Right Now“
- 1999 „Badder Badder Schwing“ (Freddy Fresh и Fatboy Slim)
- 2000 „Sunset (Bird of Prey)“
- 2001 „Demons“ (с Macy Gray)
- 2001 „Star 69“ / „Weapon of Choice“
- 2001 „A Song for Shelter“ / „Ya Mama“
- 2004 „Slash Dot Dash“
- 2004 „Wonderful Night“
- 2005 „The Joker“
- 2005 „Don’t Let The Man Get You Down“